# 两岔河乡 (盐亭县)
两岔河乡，是中华人民共和国四川省绵阳市盐亭县曾经下辖的一个乡。2016年撤销。

## 行政区划
两岔河乡撤销前下辖以下地区：
青霞村、双河村、普香村、水集村、丰收村和石桥村。